# Tom Hinzmann
Tom Hinzmann (* 29. August 1996 in Ludwigslust) ist ein deutscher Politiker (SPD) und seit 2025 Mitglied der Hamburgischen Bürgerschaft.

## Leben
Hinzmann wurde am 29. August 1996 in Ludwigslust geboren. Im Jahr 2001 siedelte er mit seiner Familie nach Hamburg-Farmsen-Berne um und absolvierte 2016 sein Abitur an der Stadtteilschule Alter Teichweg. Im Anschluss studierte er Lehramt mit Schwerpunkt Deutsch und Sozialwissenschaften. Seit Februar 2025 ist er als Lehrkraft tätig.
Hinzmann engagiert sich seit 2012 in der SPD. Von 2019 bis 2025 war er Mitglied der Bezirksversammlung Wandsbek. Seit 2020 ist er zudem Vorsitzender des SPD-Ortsverbandes Farmsen. Von 2021 bis 2023 war er Landesvorsitzender der Jusos in Hamburg und seit 2021 ist er Mitglied des SPD-Landesvorstandes Hamburg.
Bei der Bürgerschaftswahl 2025 zog Hinzmann über den Wahlkreis 12 Bramfeld – Farmsen-Berne – Steilshoop in die Hamburgische Bürgerschaft ein. Seit seinem Einzug in die Hamburgische Bürgerschaft ist er Mitglied des Schulausschusses, des Familien-, Kinder- und Jugendausschusses sowie des Europaausschusses.